# کامبالدا، استرالیای غربی
کامبالدا (به انگلیسی: Kambalda) یک شهرک در استرالیا است که در استرالیای غربی واقع شده‌است.